# Frank Butler (jockey)
Frank Butler, född 1817, död 1856, var en engelsk jockey som blev en av landets främsta ryttare. Under en period på cirka 11 år vann han Epsom Derby två gånger, Epsom Oaks vid sex tillfällen, 2000 Guineas två gånger, 1000 Guineas två gånger, St Leger, Goodwood Cup vid tre tillfällen och Triple Crown på West Australian.
Under sina sista tävlingsår vann han 143 löp på 384 starter. Han tvingades att sluta rida 1854 på grund av sjukdom, och han avled två år senare vid 39 års ålder.